# Pierre Thomany
Pierre Thomany, homme politique français, député de Saint-Domingue du 14 octobre 1795 au 26 décembre 1799.
Noir libre de Saint-Domingue, il siège au comité colonial du Conseil des Cinq-Cents. Il a proposé en l'An VI de « déclarer nulles toutes les obligations consenties pour cause d'achat de nègres ». Il propose aussi le 16 pluviôse an VII (4 février 1799) de décréter ce jour anniversaire de l'abolition de l'esclavage dans les colonies françaises comme un jour de fête nationale dans les colonies,.

## Sources
- « Pierre Thomany », dans Adolphe Robert et Gaston Cougny, Dictionnaire des parlementaires français, Edgar Bourloton, 1889-1891 [détail de l’édition]
- Elphège Boursin et Augustin Challamel, « Thomany », dans Dictionnaire de la Révolution française, institutions, hommes et faits, Paris, Librairie Furne , Jouvet & Cie, 1893, 935 p. (lire en ligne).